# Theodor-Storm-Schule Husum
Die Theodor-Storm-Schule (TSS) ist ein 1866 von Sophie Jacobsen gegründetes Gymnasium mit Musikzweig in Husum. Namensgeber ist der Husumer Schriftsteller und Jurist Theodor Storm (1817–1888).

## Typ und Profil
Die TSS ist seit 2004 eine Offene Ganztagsschule, am Nachmittag finden sowohl Unterricht als auch besondere Angebote statt. Die Schüler werden von der „Bis(s)trothek“ versorgt, die mit Hilfe von Eltern die Verköstigung der Schüler sicherstellt.
Das Profilangebot der Theodor-Storm-Schule nach der neuen Profiloberstufe (seit Schuljahr 2008/09) beinhaltet
- ein sprachliches (Profilfach Englisch),
- zwei naturwissenschaftliche (Profilfach Chemie bzw. Biologie),
- zwei gesellschaftswissenschaftliche (Profilfach Wirtschaft und Politik bzw. Geographie) sowie
- ein ästhetisches Profil (Profilfach Musik bzw. Kunst).

## Aussehen und Ausstattung
Die unteren Jahrgänge haben vier bis sechs Parallelklassen.
Die Schule verfügt über drei Physikfachräume, zwei EDV-Räume, drei Biologiefachräume, einen Erdkundefachraum, zwei Chemiefachräume, drei Kunstfachräume, einen Aufenthaltsraum, eine Mensa, zwei Sporthallen, eine Aula und vier Musikfachräume.
In den Jahren 2004–2006 wurden die Gebäude generalüberholt und erweitert. Seitdem fällt die Einrichtung durch ihre charakteristische rot-blaue Verkleidung auf.

## Geschichte

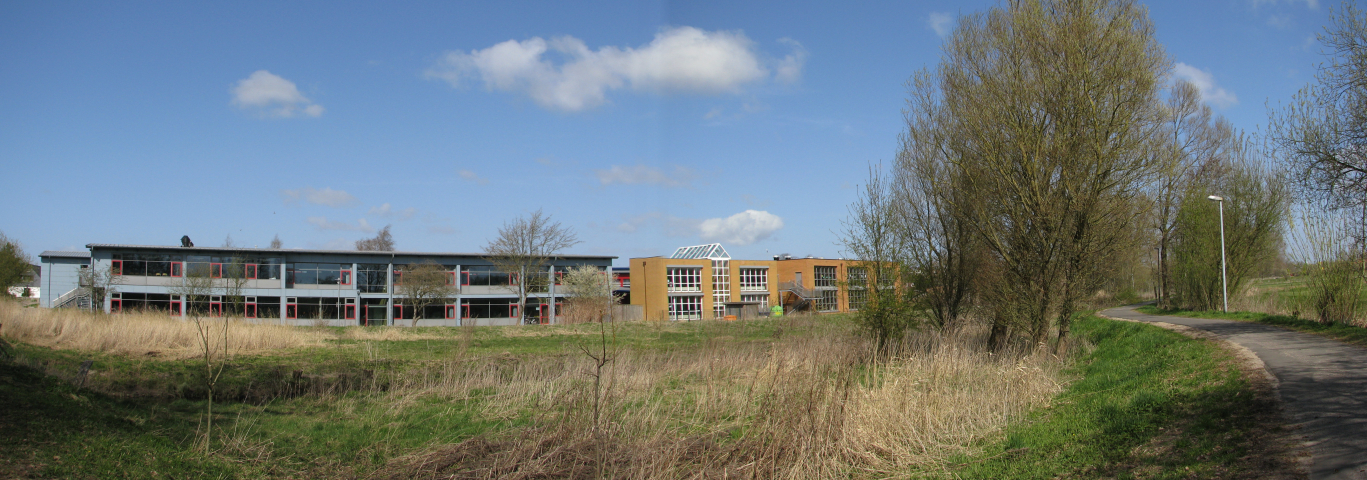
Die Theodor-Storm-Schule Husum vom Auweg aus gesehen

Am 2. November 1866 gründete Sophie Jacobsen ein Gymnasium für Mädchen im „Homfeldschen Haus“ am Markt, ehe der Unterricht nach zehn Jahren in die Neustadt verlegt wurde. Im Jahr 1900 wurde ein Neubau in der Theodor-Storm-Straße bezogen. 1914 in ein städtisches Lyzeum umgewandelt, trägt die Schule seit 1932 den Namen „Theodor-Storm-Schule“. Seit 1966 werden die TSS-Schülerinnen im damaligen Neubau in der Ludwig-Nissen-Straße unterrichtet, dessen gelbe Klinker ein auffälliges Merkmal darstellten. Für damalige Verhältnisse war die Schule eine besondere Konstruktion, deren Nachteile sich jedoch später zeigten. Nach Anbauten (1987, 2001 und 2003) und dem Bau der „Hans-Peter-Hansen-Halle“ (1992–1994) wurden 2004–2006 fast alle Gebäude saniert und die Flachdächer durch schräge Pultdächer ersetzt. Im Sommer 2010 wurde eine Multifunktionssportanlage (Thomas-Lorenzen-Platz) angebaut, welche zwei Beachvolleyball- und Fußballfelder sowie eine 80-m-Laufbahn mit Sprunggrube beinhaltet.
Die Theodor-Storm-Schule ist insbesondere für ihren 1985 gegründeten Musikzweig bekannt.
Seit 2011 ist die Theodor-Storm-Schule Husum vom Nationalpark Schleswig-Holsteinisches Wattenmeer als Nationalparkschule ausgezeichnet.
Zuletzt 2025 belegte ein Schülerteam der Theodor-Storm-Schule beim Lauf zwischen den Meeren in der Schulwertung den 1. Platz. Die 92,2 Kilometer lange Strecke absolvierte das 8-köpfige Team in 06:58:05 Stunden.

## Persönlichkeiten

### Schüler
- Albert Johannsen (1890–1975), Maler
- Marianne Ehlers (* 1953), niederdeutsche Bibliothekarin, Autorin und Sprachpolitikerin, Abitur
- Dörte Hansen (* 1964), Linguistin, Journalistin und Autorin, Abitur

### Lehrer
- Klaus Bürger (1938–2010), Philologe und Historiker
- Therese Chromik (* 1943), Schriftstellerin und Übersetzerin, ab 2000 Schulleiterin